# Гюешево
 Тази статия е за селото.  За оловно-цинковото находище вижте Гюешево (находище).  
Гю̀ешево е село в Западна България. Намира се в община Кюстендил, област Кюстендил и в момента е най-голямото в географска област Каменица.
Надморската височина при жп гарата е 944 m – най-високата от гарите на нормални жп линии в България.
То е гранично село с Република Северна Македония, с митнически пункт. Старата митница е била при Велбъждски проход (Деве баир). Новата е построена в местността Равна нива.

## География
Село Гюешево се намира в планински район, в географската област Каменица, в северните разклонения на Осоговската планина, на около 1016 m надморска височина. През него текат реките Ръжча и Лебница – ляв приток на река Бистрица. Селото се намира на 20,5 km по шосе и на 34 km по жп линия от град Кюстендил. Крайна гара е на жп линията от Кюстендил.
През Гюешево минава международният път Е871, който през Велбъждския проход свързва Кюстендил с Крива паланка. В по-ново време, в местността Равна нива, е изграден съвременен ГКПП „Гюешево“.
Селото е разпръснато, съставено от махали: Борнарска, Рекалци, Цървенджии, Гьошенска, Босачка, Торбанска, Чифличка, Село (център), Заревска, Тонева, Чачарска.
Климатът е умерен, преходно-континентален.
През годините селото принадлежи към следните административно-териториални единици: община Преколница (1883 – 1922), община Гюешево (1922 – 1934), община Раненци (1934 – 1978), кметство към Селищна система Гюешево (1978 – 1983), кметство към Селищна система Гърляно (1983 – 1987), кметство към община Кюстендил (от 1987 г.).

## Население
| Година    | 1880 | 1900 | 1926 | 1934 | 1946 | 1956 | 1965 | 1975 | 1985 | 1992 | 2001 | 2010 |
| Население | 721  | 850  | 963  | 910  | 1004 | 915  | 893  | 719  | 958  | 493  | 279  | 258  |

През 1866 г. населението е 406 души.
Към есента на 2021 г. постоянно живеещите са 155 души.

## История
Няма запазени писмени данни за времето на възникване на селото. Останките от тракийско и антично селище свидетелстват, че районът е населяван от дълбока древност.
Село Гюешево е старо средновековно селище, регистрирано в турски данъчен регистър от 1570 – 1572 г. под името Гувешево като султански хас към нахия Ълъджа (Кюстендил) на Кюстендилския санджак с 28 домакинства и 28 ергени. В регистър от XVII век Гюешево е посочено като рударско селище със 17 християнски семейства.
В края на XIX век селото има 12540 дка землище, от които 4325 дка ниви, 1702 дка ливади, 74 дка градини, 3000 дка пасища и мери, 3439 дка гори и др. и се отглеждат 1456 овце, 607 говеда, 280 кози и 155 коня. Основен поминък на селяните са земеделието, овощарството и животновъдството. Развити са шивачество, кацарство, терзийство и др. домашни занаяти. В селото има воденици, тепавици, 9 кръчми, 3 бакалници и фурна за хляб.
През 1871 г. е открито първото училище, в частни къщи. От 1880 г. има училище в Пашалийска (Заревска) махала. От 1912 г. е първата прогимназия в Каменица, в сгради на жп гарата. От 1950 г. е в голяма училищна сграда, впоследствие разширена. Училището съществува до 2001 г.
През 1903 г. е открита пощенска станция, през 1910 г. – аптека, през 1915 г. – участъкова ветеринарно-фелдшерска служба.
През 1910 г. има жп гара, строена и за митница, и за ГКПП. Сградата е по-голяма от кюстендилската. В началото на  XXI в., съвсем близо до жп гарата, е построена нова сграда за жп митница, която десетилетия вече не се използва, тъй като Паневропейски транспортен коридор VIII не действа. Жп тунел е прокаран през българската част под Велбъждския проход през 1941 – 1944 г.
При избухването на Балканската война 4 души от Гюешево са доброволци в Македоно-одринското опълчение.
През 1921 г. е основано читалище „Просвета“.
През 1930 г. е построен храм-паметник „Света Троица“ с костница на загиналите войници и офицери в околностите на с. Гюешево, през войните между 1912 – 1913 и 1915 – 1918 г.
През 1932 г. е учредено Всестранно земеделско кооперативно сдружение „Руен“, което през 1960 г. се обединява с кооперация „Осогово“ – с. Раненци.
През 1955 г. са залесени 8204 дка в местностите „Деве баир“, „Лебница“ и др.
През 1956 г. е учредено ТКЗС „Руен“, което от 1960 г. е към ДЗС „Кюстендил“, филиал Гюешево, от 1963 -1971 г. – към ДЗС „Раненци“, 1971 –1973 – към АПК „Кюстендил“, 1973 – 1979 г. е в състава на АПК „Раненци“, а от 1979 г. – към АПК "Румяна войвода“ – с. Гърляно. Честата смяна на посочените структури показва, че колективизацията в полупланинските райони е била неудачна.
Селото е електрифицирано (1945) и водоснабдено (1968). Изградени са 5 стопански сгради, нов младежки дом, както и дъждомерна станция.
Шосето и улиците са асфалтирани. Около гарата и шосето за Кюстендил селото има модерен вид с хубавите си масивни къщи и канализация.
В продължение на години е проведена геологопроучвателна дейност за проучване на находище „Лебница“. В близост до селото се намират рудник „Лебница“ и флотационната фабрика „Осогово“ (понастоящем закрити). Хвостохранилище „Гюешево-1“, близо до храм-паметника костница, е рекултивирано и самозалесено. Хвостохранилища „Гюешево-2“ и „Гюешево-3“ са обединени и не са рекултивирани – при сухо време и вятър близо до тях се разнася прах.
След демократичния преход към пазарно стопанство, в селото се наблюдават активни миграционни процеси.

## Исторически, културни и природни забележителности
- Жп гара (1910 г.)
- Храм-паметник „Света Троица“ (1930 г.)

## Религии
Село Гюешево принадлежи в църковно-административно отношение към Кюстендилската духовна околия на Софийската епархия на БПЦ. Населението изповядва източното православие.

## Обществени институции
- Кметство Гюешево
- Читалище „Просвета“ е действащо, регистрирано под номер 1175 в Министерство на културата на Република България. Дейности: библиотека – над 10 000 тома.

## Редовни събития
- Събор на хайдушкото движение на 1 и 2 август („Хайдушка вечер“), а на другия ден – събор. Организира се от кметството на село Гюешево и е посветен на Румена войвода, действала с четата си в годините на османската власт в този район. Съборът продължава с концертна програма и народно веселие в центъра на селото.

## Други
На Гюешево е наречена улица в София (Карта).

## Личности
- Румена войвода (1829 – между 1862 и 1895), българска хайдутка.